# Ottaviano Raggi
Ottaviano Raggi (Gênova, 31 de dezembro de 1592 - Roma, 31 de dezembro de 1643) foi um cardeal do século XVII

## Biografia
Nasceu em Gênova em 31 de dezembro de 1592. Filho de Giacomo Raggi, futuro senador da República de Gênova, e de Girolama di Negro. Tio do Cardeal Lorenzo Raggi (1647).
Obteve o doutorado em utroque iure , tanto em direito canônico quanto em direito civil, na Universidade de Gênova..
Foi para Roma e foi nomeado protonotário apostólico em 19 de novembro de 1617. Referendário dos Tribunais da Assinatura Apostólica da Justiça e da Graça em 1619. Segundo o costume da época, adquirido em 1622, do prelado Bentivoglio Bolognese, clericado na Câmara Apostólica com a presidência da Grascia ; e mais tarde, com a presidência da Annona . Substituído, durante a ausência do cardeal Pietro Aldobrandini, como camerlengo da Santa Igreja Romana e outros cargos importantes como a reparação das ruas de Roma para as celebrações do Jubileu. Auditor geral da Câmara Apostólica, 1637. Juiz ordinário da Cúria Romana em 1637 e 1640..
Criado cardeal sacerdote no consistório de 16 de dezembro de 1641; recebeu o chapéu vermelho e o título de S. Agostino, em 10 de fevereiro de 1642..
Eleito bispo de Aleria, Córsega, em 12 de janeiro de 1643. Consagrado em 1 de fevereiro de 1643, basílica de S. Maria Maggiore, Roma, pelo Cardeal Giandomenico Spinola..
Morreu em Roma em 31 de dezembro de 1643. Enterrado na igreja de SS. Nome di Gesù , Roma.